# Suharto
Haji Mohammed Bemusu Thojib Suharto, född 8 juni 1921 i Kemusuk på Java, död 27 januari 2008 i Jakarta, var en indonesisk general och politiker. Han var Indonesiens president och diktator 1967-1998.
Suharto förde en stenhård kamp mot kommunisterna i landet, den så kallade Massakern i Indonesien 1965–1966. Det ska ha kostat en halv miljon människor livet. Det finns även uppskattningar på mellan en och två miljoner människoliv.
1997 drabbades Indonesien hårt av Asienkrisen och den ekonomiska krisen ledde till att diktatorn i maj 1998 tvingades avgå. Suharto lyckades undgå åtal för övergreppen mot mänskliga rättigheter och anklagelserna om att han och hans familj lyckats försnilla omkring 100 miljarder kronor under hans styre. Enligt New York Times toppade han listan över världsledare som har stulit från statskassan.

## Biografi

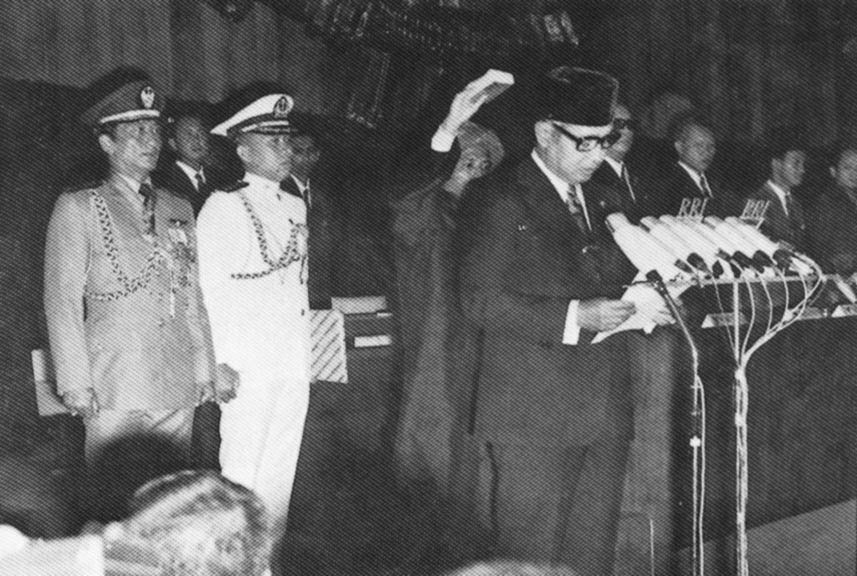
Suharto installeras i presidentämbetet.

Suharto föddes 1921 på Java som ingick i den nederländska kolonin Nederländska Ostindien. Han inledde en militär karriär i kolonialarmén KNIL (Koninklijk Nederlands-Indisch Leger, Kungliga nederländska-indiska armén) före andra världskriget. Efter att KNIL besegrats av Japans trupper 1941 och soldaterna hamnat i krigsfångenskap gick Suharto över till japansk tjänst, där han fick vidare utbildning. När nederländska och brittiska trupper återvände 1945 satte sig indoneserna till motvärn och Suharto stred som gerillaledare på mellersta Java mot nederländarna i det indonesiska självständighetskriget.
I det självständiga Indonesien fortsatte Suhartos militära karriär och han ledde de styrkor som 1962 intog den kvarvarande nederländska kolonin Irian Jaya. Indonesiens förste president Sukarno förde en politik där han försökte balansera mellan kommunistpartiet, islamistiska rörelser och militären. År 1965 gick det inte längre och efter att några generaler på högersidan mördats inleddes en maktkamp som slutade med att Sukarno 11 mars 1966 deklarerade undantagstillstånd och skrev över större delen av sina befogenheter på Suharto, även om Sukarno formellt kvarstod som president till 1967.
Suharto förde en USA-vänlig politik och inriktade sig på att krossa kommunistpartiet PKI. Efter ett kuppförsök av vänsterinriktade militärer i september 1966 inledde regeringen svåra förföljelser. Över en miljon människor kan ha dödats, de flesta av kinesiskt ursprung.
Suhartos mångåriga styre kom efterhand att kännetecknas alltmer av korruption. Suharto och hans släktingar berikade sig på det oljerika landets bekostnad.
Han ledde invasionen av Östtimor 1975, med stöd av USA, vars president Gerald Ford besökte Indonesien tillsammans med Henry Kissinger alldeles före invasionen och gav sitt godkännande för den.
Östtimor kom att lyda under Indonesien ända fram till 1999, då de östtimoresiska väljarna förkastade fortsatt indonesiskt styre i en folkomröstning övervakad av Förenta nationerna. Det indonesiska styret av Östtimor var blodigt, med politiska mord, fängslanden och massakrer riktade mot separatister och oppositionella.
Suhartos välde försvagades i mitten av 1990-talet. År 1996 valdes Sukarnos dotter Megawati Sukarnoputri till ledare för ett av de två tillåtna oppositionspartierna. När president Suharto beordrade att hon skulle sparkas utbröt kravaller. Året därpå vann Suhartos stödparti Golkar valen med sedvanligt valfusk, dock i större skala än normalt. Den ekonomiska krisen i Asien 1997 gjorde att allt stöd för regimen försvann. Suharto omvaldes till president (utan motkandidater) 1998, men detta ledde till omfattande protester av revolutionär art. Suharto tvingades avgå som president 21 maj 1998 till förmån för vicepresident Jusuf Habibie.
Efter sin avgång bodde han kvar i Jakarta. Han lyckades klara sig från att ställas inför domstol åtalad för korruption, bland annat på grund av svag hälsa. Enligt Transparency International är Suharto den som stulit mest allmänna medel i världen, mellan 15 och 35 miljarder dollar.
Malaysias tidigare premiärminister Mahathir bin Mohamad hyllade Suharto som en stor ledare.